# Пасарани (Мехединци)
Пасарани (рум. Păsărani) насеље је у Румунији у округу Мехединци у општини Грозешти. Oпштина се налази на надморској висини од 148 m.

## Становништво
Према подацима из 2002. године у насељу је живело 349 становника, од којих су сви румунске националности.